# Panilla microsticta
Panilla microsticta är en fjärilsart som beskrevs av Turner 1908. Panilla microsticta ingår i släktet Panilla och familjen nattflyn. Inga underarter finns listade i Catalogue of Life.